# 사무라고우치 마모루
사무라고우치 마모루(일본어: 佐村河内守, 1963년 9월 21일 ~ )는 일본의 사기 작곡가이다. 그는 한동안 대필작가를 고용해 대필작가가 만든 작품을 자신의 것이라고 속였으나 2014년 2월 5일 그의 작품이 대필작가에 의해 쓰여진 사실을 인정하였다. 또한 그가 청각 장애인이 아니었던 것으로 밝혀져 논란이 되었다.